# Ваља де Брази (Хунедоара)
Ваља де Брази (рум. Valea de Brazi) насеље је у Румунији у округу Хунедоара у општини Урикани. Oпштина се налази на надморској висини од 747 m.

## Становништво
Према подацима из 2002. године у насељу је живело 438 становника, од којих су сви румунске националности.